# Boschia excelsa
Boschia excelsa Korth. è un albero della famiglia delle Malvacee, endemico di Sumatra.
I frutti non sono commestibili.